# Oberreintalhütte
Die Oberreintalhütte, auch Franz-Fischer-Hütte genannt, ist ein Schutzhaus der Sektion Garmisch-Partenkirchen des Deutschen Alpenvereins für Selbstversorger im bayerischen Wettersteingebirge.

## Lage und Ausstattung
Die Hütte liegt im Oberreintal in einer Höhe von 1532 m ü. NHN. Der Standort liegt innerhalb des Naturwaldreservats Oberreintal mit einem bis auf etwa 1550 m reichenden Bestand aus Fichten, Zirben und Bergahornen und inmitten des Karbodens, wo der lichte Wald in Fels und Schutt mit mageren Rasen übergeht. Der Karboden ist umringt von den Wänden des Dreitorspitz, Schlüsselkarspitze, der Scharnitzspitze, des Oberreintalschrofens und des Zunderkamms.
Sie ist eine Selbstversorgerhütte, die durch Einfachheit überzeugt. Es gibt keinen Telefonanschluss, kein Internet und auch keine Bewirtung. Lebensmittel müssen selbst mitgebracht werden, aus denen die Hüttenwartin ein gemeinsames Abendessen bereitet. Seit 1994 verfügt die Hütte über eine Solaranlage zur Stromerzeugung, eine kleine Wasserturbine mit Stromspeicher und seit 2000 auch über eine Komposttoilette. Geduscht und gewaschen wird im Freien.
Die Hütte wird hauptsächlich von Kletterern frequentiert, da die umgebenden Berge bis zu 300 alpine Klettertouren bieten.

## Hüttenzustiege
Das Oberreintal ist nicht über Straßen zu erreichen, sondern nur zu Fuß (Gehzeit ca. 5 Stunden). Von Garmisch-Partenkirchen führt der Weg durch die Partnachklamm bis ins Reintal. Kurz vor der Bockhütte zweigt er nach links (Süden) ab und führt über eine Steilstufe ins Oberreintal hinauf.
Zum Schachenhaus beträgt die Gehzeit ca. 1 Stunden, zur Meilerhütte ca. 3 Stunden.

## Geschichte
Nachdem Heinrich Schwaiger seinen ersten Wettersteinführer herausgebracht hatte und einige Erstbesteigungen stattgefunden haben, war das Interesse an dem Tal deutlich gestiegen. Um den Besuchern Übernachtungsplätze anbieten zu können, gab es bereits 1898 eine erste Eingabe des Akademischen Alpenvereins München für einen Hüttenbau. 1912 hatte die Sektion Garmisch-Partenkirchen die gleiche Idee und stellte einen Antrag an das Forstamt. 1915 wurde die Erlaubnis zum Bau einer unbewirtschafteten Hütte von den Behörden erteilt. 1920 wurde entschieden, dass die Sektion Garmisch-Partenkirchen die Hütte erbauen solle. Bereits 1921 waren die Planungen abgeschlossen und die Finanzierung gesichert. Mitte Oktober 1921 war der Rohbau und das Dach fertig, 1922 folgte der Innenausbau. Die Einweihung der Hütte fand am 10. September 1922 statt.
In den ersten Jahren war die Hütte eine reine Selbstversorgerhütte, es gab nur eine eher sporadische Aufsicht. Die Anzahl der Besucher war überschaubar, es waren fast ausschließlich Kletterer. So waren im Jahr 1927 nur 257 Besucher in der Hütte. Das änderte sich, als am 29. Mai 1933 das Dritte Reich die „Tausend-Mark-Sperre“ einführte: Deutsche Staatsbürger durften nur noch bei Hinterlegung von 1000 Reichsmark die Grenze nach Österreich überschreiten, ein Betrag, den die meisten Bergsteiger nicht aufbringen konnten. Damit war diesen der Besuch der österreichischen Alpen nicht mehr möglich und deutsche Bergsteiger drängten zunehmend in die wenigen in Deutschland vorhandenen für Bergsteiger interessante Gebiete.
Durch die Zunahme der Besucher war auch ein ständiger Hüttenwart notwendig, 1933 hatte dies noch die Sektion organisiert. Ab 1934 war der legendäre Franz Fischer Hüttenwart, er fungierte auch als Bergrettung. Franz Fischer führte die Hütte mit scharfem Witz, aber souveränem Herz von 1934 bis 1939 und von 1948 bis 1953. 1939 war Fischer zum Flugwachdienst eingezogen worden, während des Krieges und in der unmittelbaren Nachkriegszeit blieb die Hütte geschlossen. Es fand nur eingeschränkter Betrieb für Gebirgsjäger statt.
1928 kletterte Fischer eine Tour am Oberreintalturm und tat am Ausstieg vor lauter Freude über die gelungene Begehung einen Schrei: „Hei, mi leckst am Arsch!“ Anderl Heckmair (Erstbegeher der Eiger-Nordwand), der an einem nahe gelegenen Gipfel des Zunderkopfes ebenfalls gerade ausstieg, rief fröhlich zurück: „Und du mi aa!“. Damit, so will es die Legende, war der bis heute gültige Gruß und Schlachtruf des Oberreintals geboren: „Hei, mi leckst am Arsch!“, auf den man mit „und du mi aa“ antwortet. Der Oberreintalgruß ist in der Bank vor der Hütte verewigt.
In Kreisen der Oberreintal-Kletterer, der Werdenfelser Alpinisten und auch bei der besitzenden Sektion heißt die Unterkunft meist Franz-Fischer-Hütte, nach dem langjährigen Hüttenwirt Franz Fischer. Offiziell (zum Beispiel im Hüttenverzeichnis der Alpenvereine) trägt sie allerdings immer noch den Namen Oberreintalhütte, nicht zuletzt auch um Verwechslungen mit der Franz-Fischer-Hütte des Österreichischen Alpenvereins zu vermeiden.
Nach Franz Fischer gab es eine Reihe von Hüttenwarten, die alle aus unterschiedlichen Gründen nur meist einen Sommer bleiben: 1954 Sepp Burghardt, 1955 Martl Hutter, dann Werner Kübler und Karl Gottmann. Von 1960 bis 1964 ist Schorsch Vogl, von 1964 bis 1967 war Sepp Dengg Hüttenwart. Von 1979 bis 1984 war Charly Wehrle der Hüttenwart, er wurde von Siglinde Hornemann abgelöst. 2000 wurde Hans Bader Hüttenwart, der die Hütte bis 2022 führte. Seit 2022 ist Anja Härtl Hüttenwartin.
1958 wird die Hütte erstmals via Hubschrauber versorgt, bis dahin mussten alle Lebensmittel und Material zu Fuß zur Hütte hochgetragen werden. In den Jahren 1959, 1978 sowie 1985 wurde die Schutzhütte erweitert, umgebaut und modernisiert. 1963 war eine Kunststoffleitung zur Quelle verlegt worden, die der Schutzhütte zuverlässig Wasser zuführt. Seit 1994 verfügt die Hütte über eine Solaranlage zur Stromerzeugung, eine kleine Wasserturbine mit Stromspeicher und seit 2000 über eine Komposttoilette. Zähne geputzt wird an einer offenen Waschstelle, geduscht wird im Freien.
Chronik der Hüttenwirte (Stand 2025):
- 1923–0000 Max Hofbauer (ehrenamtlich)
- 1924–1926  Anton Wecker (ehrenamtlich)
- 1927–1931  Xaver Müller (ehrenamtlich)
- 1932–1933  Franz Bernwein (ehrenamtlich)
- 1934–1939  Franz Fischer
- 1940–1941  Unteroffizier Deisböck (ehrenamtlich)
- 1942–0000 Hans Panholzer (ehrenamtlich)
- 1943–1945  Alfred Becker (ehrenamtlich)
- 1946–1947  Martin Brych
- 1948–1953  Franz Fischer (nochmals)
- 1954–0000 Sepp Burghardt
- 1955–1956  Martin Hutter
- 1957–1958  Werner Kübler
- 1959–0000 Karl Gottmann
- 1960–1960  Schorsch Vogl
- 1964–1967  Sepp Deng
- 1968–1970  Rolf Elflein (genannt Goofy)
- 1971–1974  Werner Hmatschek
- 1975–1978  Toni Reindl
- 1979–1984  Charly Wehrle
- 1985–1996  Sieglinde Hornemann
- 1994–0000 Franz Mamhofer
- 2000–2022  Hans Bader[16]
- 2022–0000 Anja Härtl

## Bildergalerie

Oberreintalhütte
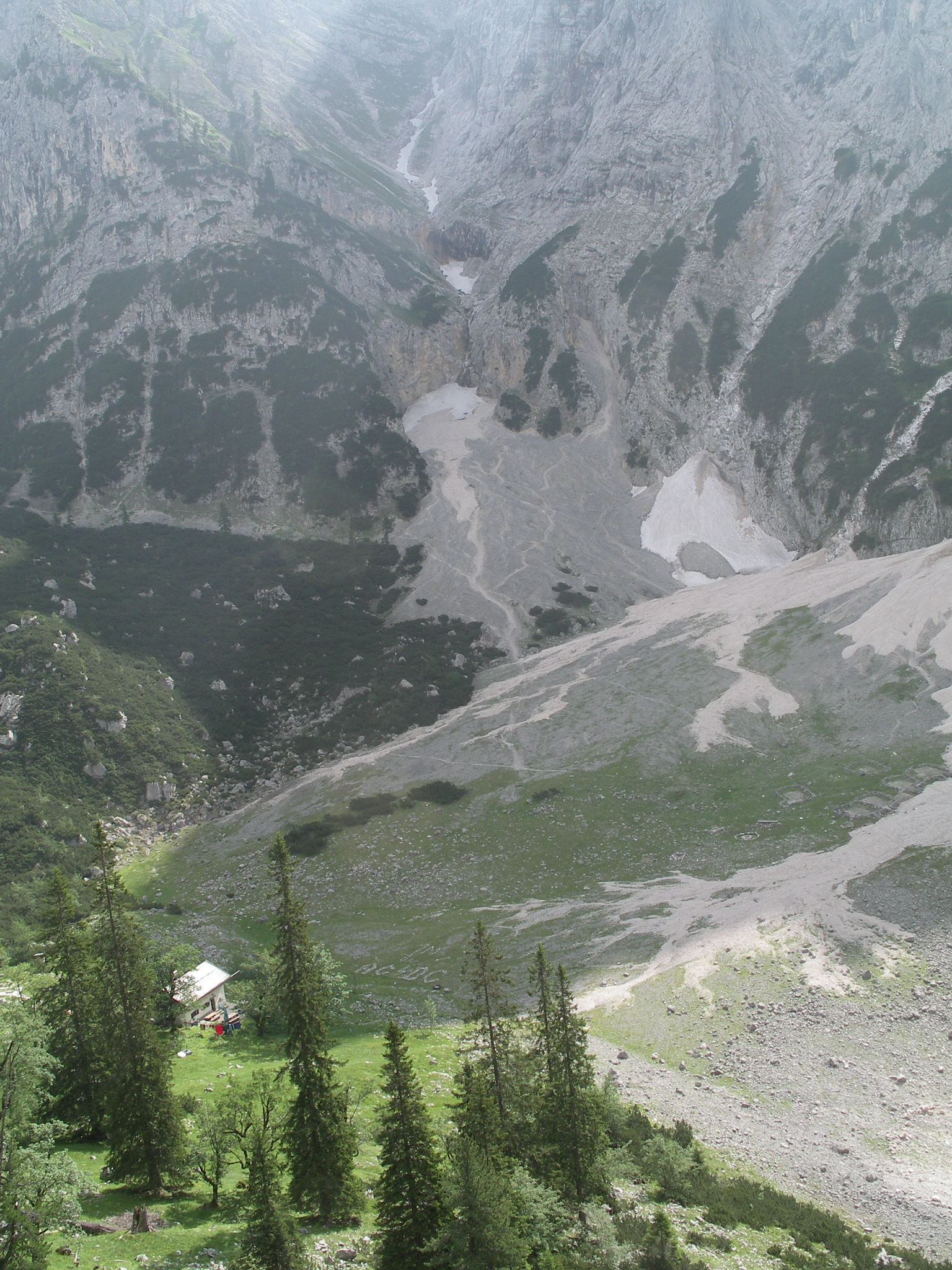
Oberreintalhütte im Karboden
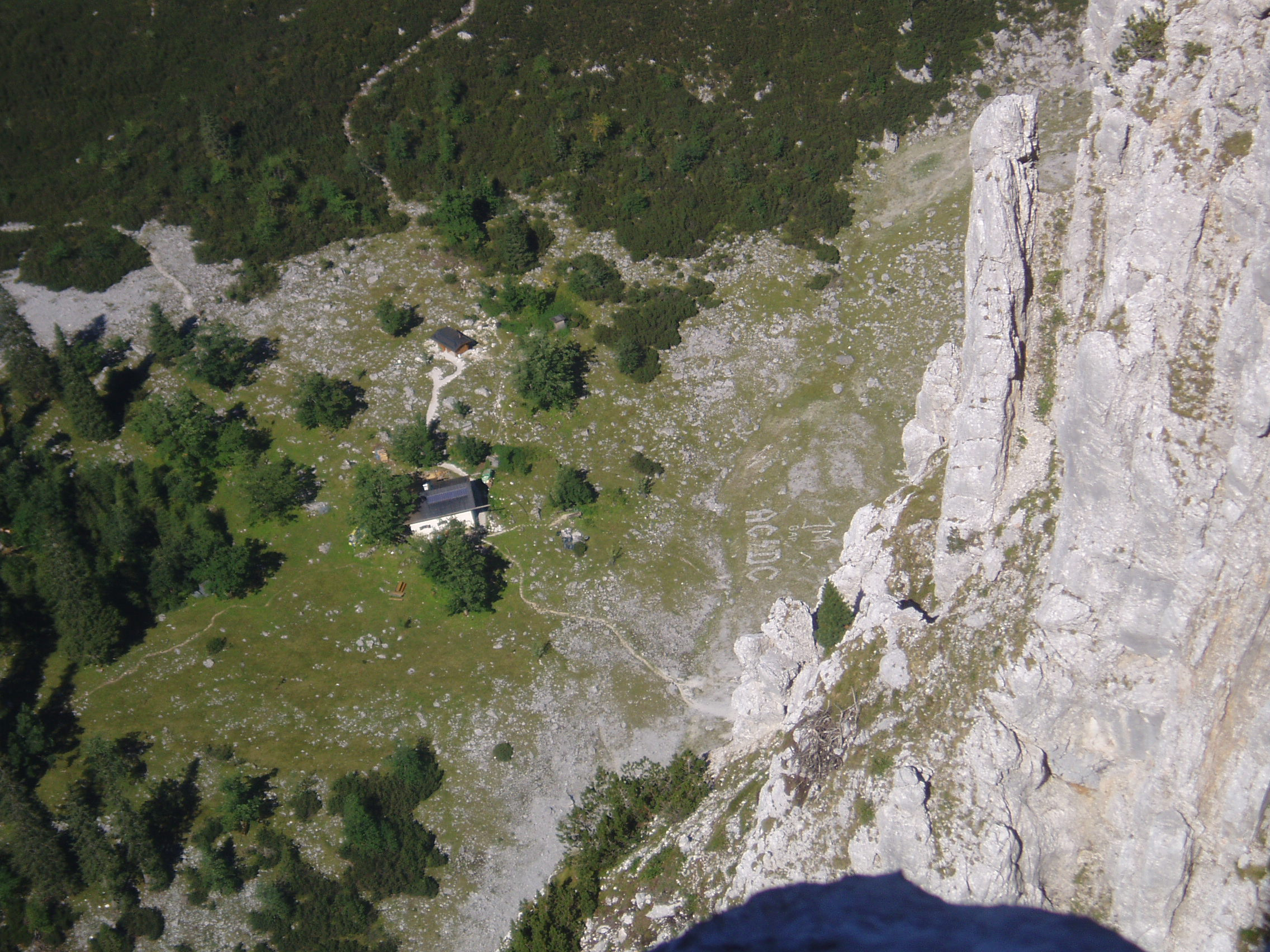
Blick auf die Hütte vom Oberreintalturm aus
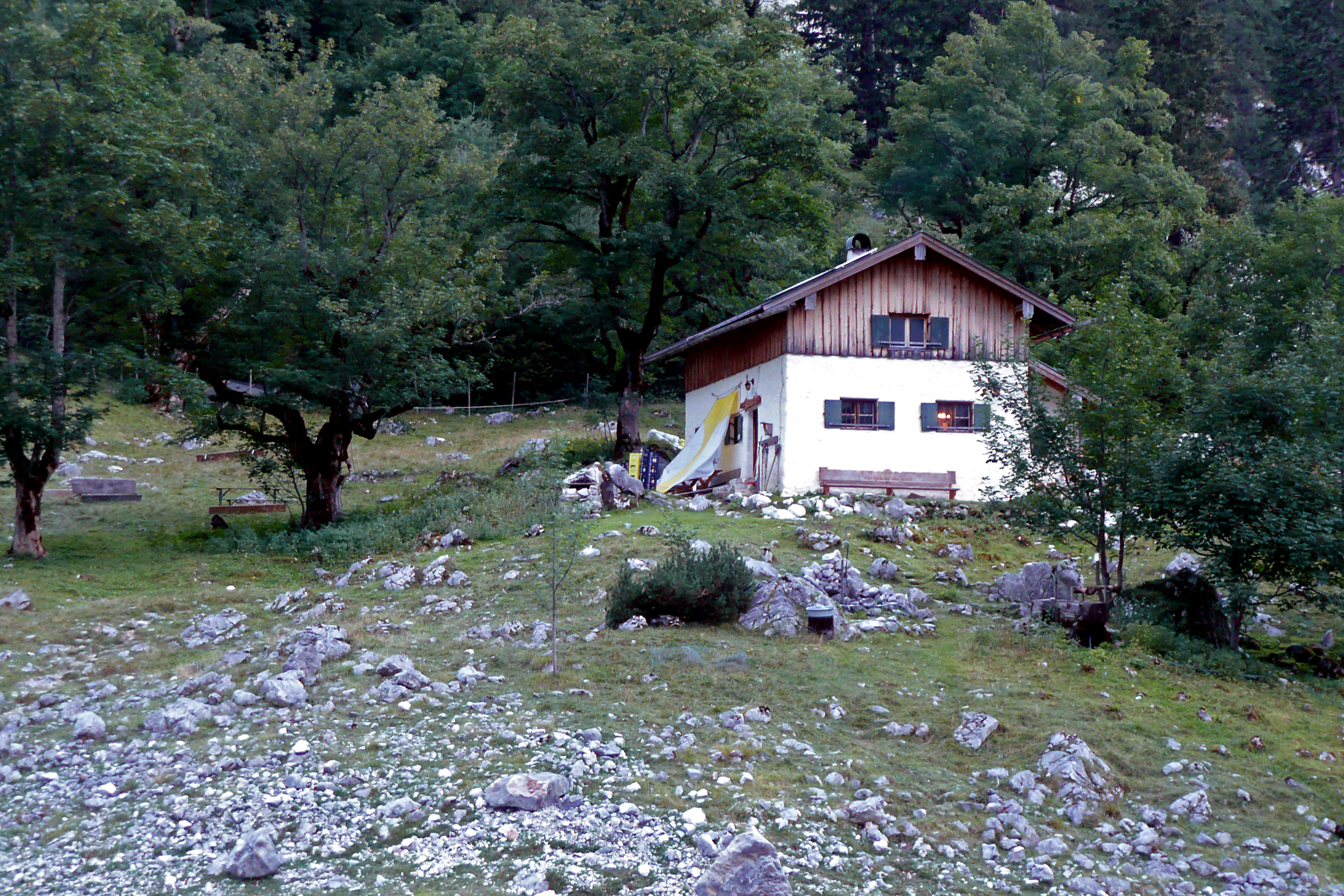
Hütte von Südosten
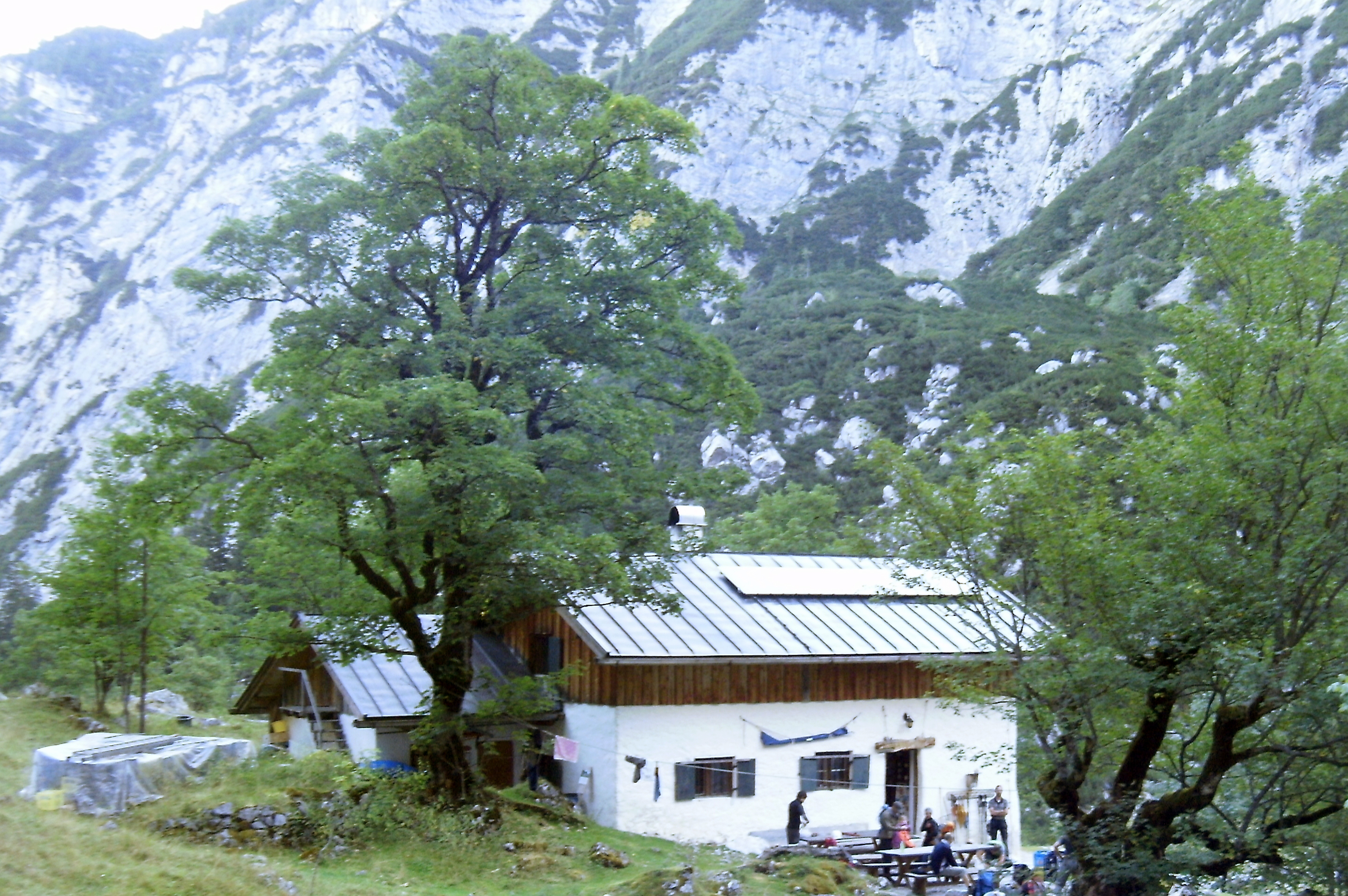
Hütte von Südwesten
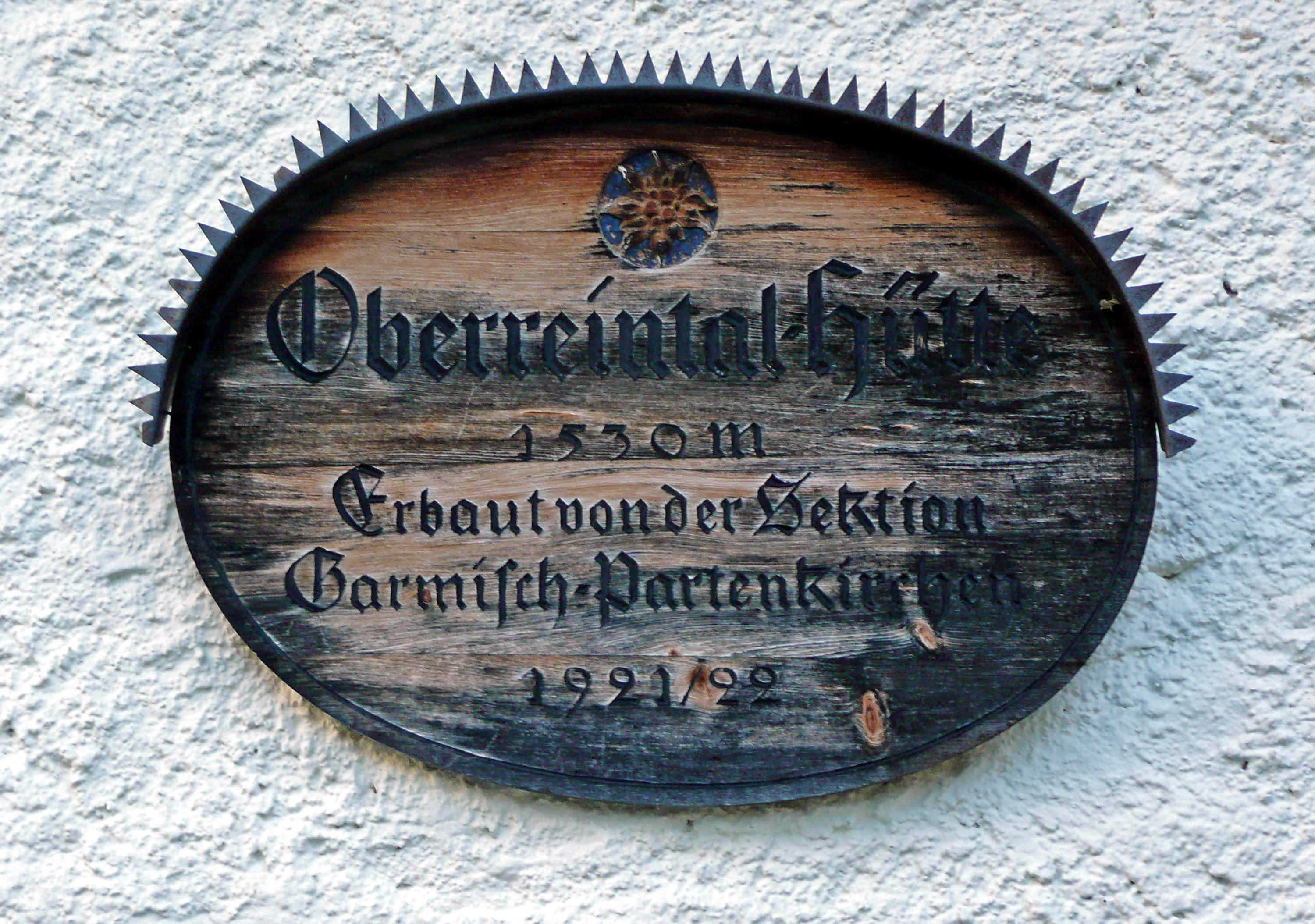
Hüttenschild
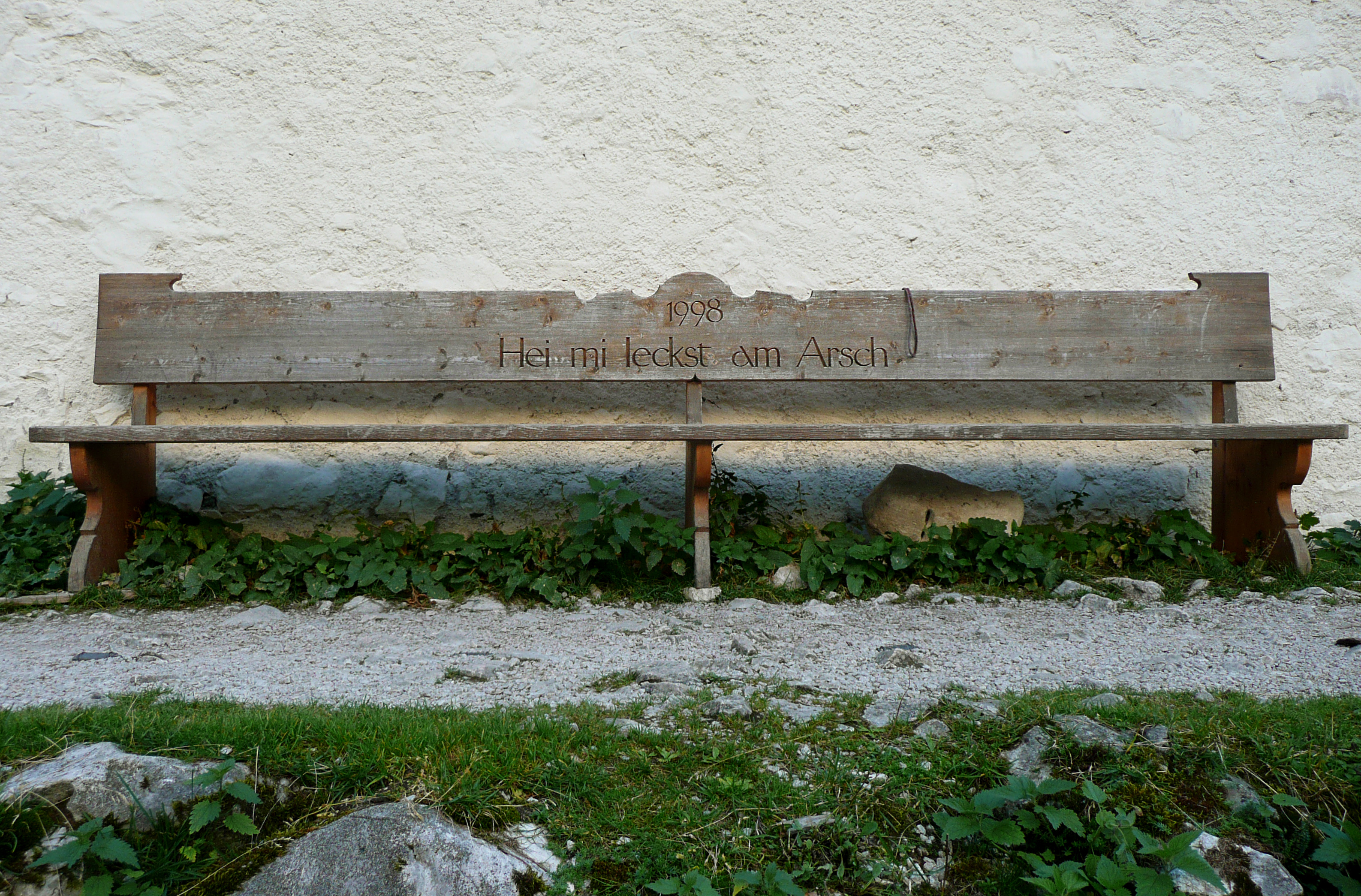
Hausbank mit Oberreintalgruß
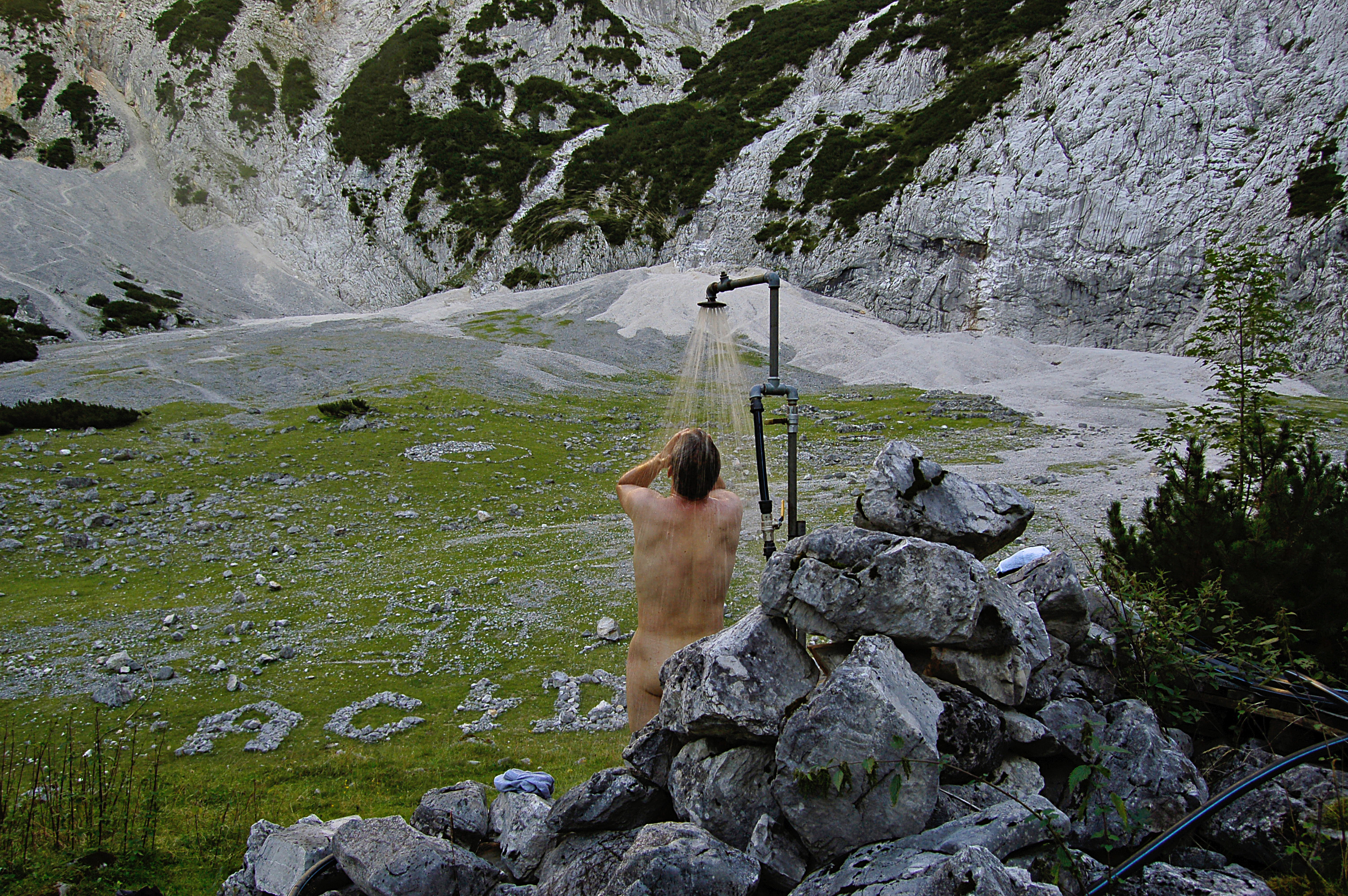
Duschen im Freien
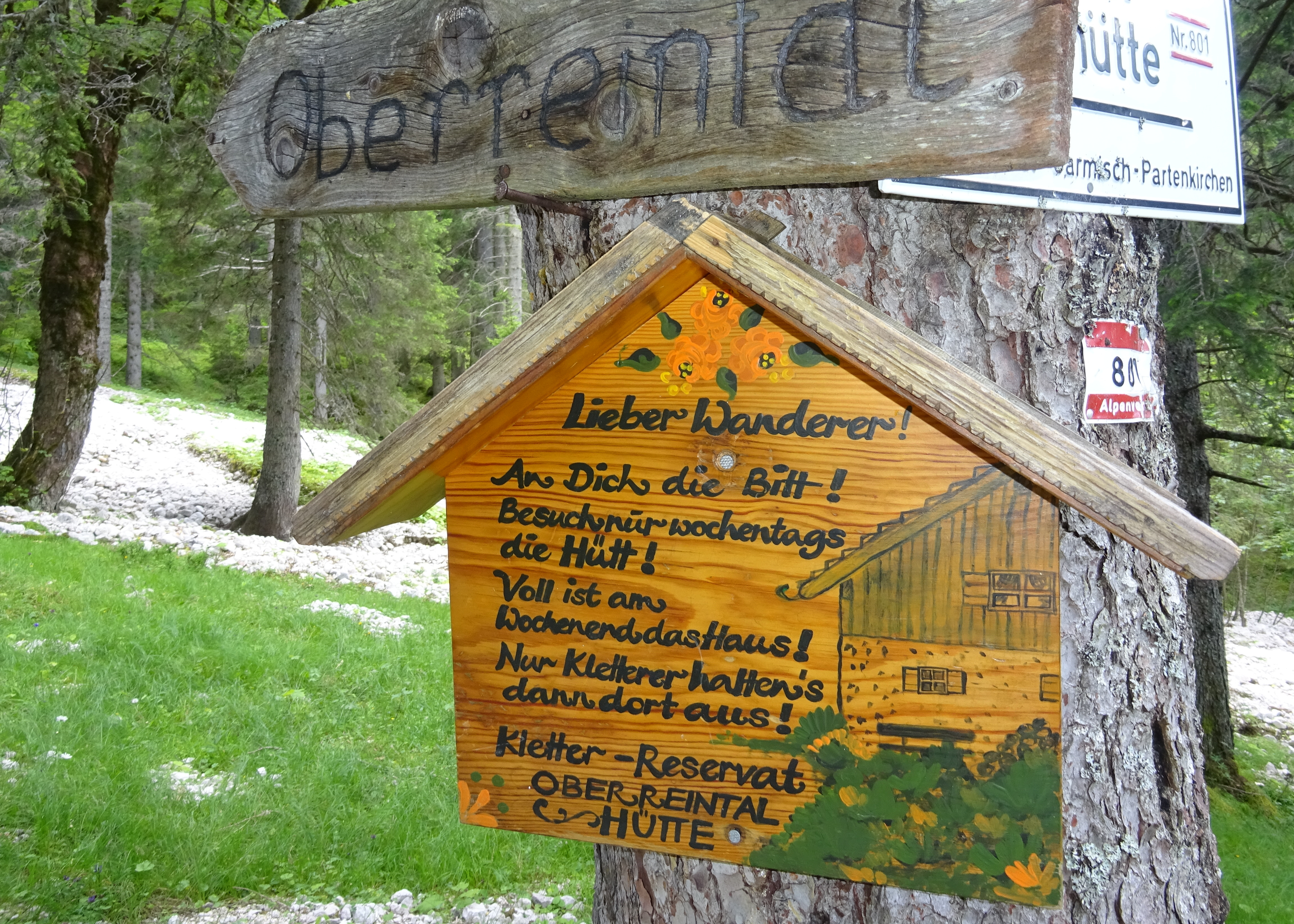
Freundliche Bitte an Wanderer, am Wochenende von einem Besuch abzusehen

## Klettertouren
Die umgebenden Wände beherbergen über 300 alpine Klettertouren
- Oberreintalturm (1940 m)
- Schüsselkarspitze (2555 m)
- Scharnitzspitze (2461 m)

Mehr Informationen zu den Klettergebiet Oberreintal: siehe Oberreintal